# Kōhei Nishino
Kōhei Nishino (japanisch 西野 晃平 Nishino Kōhei; * 15. April 1982 in der Präfektur Hyōgo) ist ein ehemaliger japanischer Fußballspieler.

## Karriere
Nishino erlernte das Fußballspielen in der Universitätsmannschaft der Nippon-Bunri-Universität. Seinen ersten Vertrag unterschrieb er 2005 bei Ōita Trinita. Der Verein spielte in der höchsten Liga des Landes, der J1 League. Für den Verein absolvierte er acht Erstligaspiele. 2006 wechselte er zum Zweitligisten Mito HollyHock. Für den Verein absolvierte er 100 Ligaspiele. 2009 wechselte er zum Ligakonkurrenten Fagiano Okayama. Für den Verein absolvierte er 46 Ligaspiele. Ende 2010 beendete er seine Karriere als Fußballspieler.